# Rumoi
Rumoi (留萌市?, Rumoi-shi) è una città portuale, capoluogo dell'omonima sottoprefettura di Rumoi. È situata nella zona nord-occidentale della prefettura di Hokkaidō, in Giappone.